# Bunuo
Le bunuo (ou puno, autonyme, pu3no2, chinois 布诺 - Bùnuò) est une langue hmong-mien parlée dans le xian autonome yao de Du'an, dans la province de Guangxi en Chine.

## Classification interne
Le bunuo appartient au sous-groupe bunu des langues hmonguiques de la famille des langues hmong-mien. En Chine, les Bunuo, comme l'ensemble des locuteurs des parlers bunu font partie de la nationalité yao.

## Phonologie
Les tableaux présentent les phonèmes vocaliques et consonantiques du bunuo parlé à Sanzhiyang (三只羊), dans le xian de Du'an.

### Voyelles
|         | Antérieure | Centrale | Postérieure |
| ------- | ---------- | -------- | ----------- |
| Fermée  | i [i]      | ɤ [ɤ]    | u [u]       |
| Moyenne | e [e]      |          | o [o]       |
| Ouverte | a [a]      |          | ɔ [ɔ]       |

### Diphtongues et rimes
Les diphtongues du bunuo de Sanzhiyang sont: [ei], [ai], [au], [iu], [aɤ], [ɤi], [ɤu], [yi], [aːi], [aːu], [eːu], [aːɤ]. Les autres syllabes finissent avec les consonnes [n], [ŋ] [t] et [k].

### Consonnes initiales
|               |                | Bilabiales | Alvéolaires | Alvéolaires | Rétrofl. | Alv.-pal. | Dorsales | Dorsales  | Glottales |
| ------------- | -------------- | ---------- | ----------- | ----------- | -------- | --------- | -------- | --------- | --------- |
| Centrales     | Latérales      | Bilabiales | Palatales   | Vélaires    | Rétrofl. | Alv.-pal. |          |           | Glottales |
| Occlusives    | Sourdes        | p [p]      | t [t]       |             | ʈ [ʈ]    |           |          | k [k]     |           |
| Occlusives    | Palatales      | pj [pʲ]    | tj [tʲ]     |             |          |           |          | kj [kʲ]   |           |
| Occlusives    | Labio-latéral. | pl [p͡l]    |             |             |          |           |          |           |           |
| Occlusives    | Labialisées    | pw [pʷ]    | tw [tʷ]     |             |          |           |          | kw [kʷ]   |           |
| Occlusives    | Prénasal.      | mp [m͡p]    | nt [n͡t]     |             | ɳʈ [ɳ͡ʈ ] |           |          | ŋk [ŋ͡k]   |           |
| Occlusives    | Labio-latéral. | mpl [m͡p͡l]  |             |             |          |           |          | ŋkw [ŋ͡kʷ] |           |
| Occlusives    | Labialisées    | mpw [m͡pʷ]  |             |             |          |           |          |           |           |
| Fricatives    | sourdes        |            | s [s]       |             |          |           |          |           | h [h]     |
| Fricatives    | Labialisées    |            | sw [sʷ]     |             |          |           |          |           |           |
| Fricatives    | Sonores        | v [v]      |             |             | ʐ [ʐ]    |           |          | ɣ [ɣ]     |           |
| Fricatives    | Palatalisées   |            | sj [sʲ]     |             | ʐj [ʐʲ]  |           |          |           |           |
| Affriquées    | Sourdes        |            |             |             |          | tɕ [t͡ɕ]   |          |           |           |
| Affriquées    | Prénasal.      |            |             |             |          | ntɕ [n͡t͡ɕ] |          |           |           |
| Liquides      | Sonores        |            |             | l [l]       |          |           |          |           |           |
| Liquides      | Palatales      |            |             | lj [lʲ]     |          |           |          |           |           |
| Liquides      | Labialisées    |            |             | lw [lʷ]     |          |           |          |           |           |
| Nasales       | Sonores        | m [m]      | n [n]       |             |          | ȵ [ȵ]     | ŋ [ŋ]    |           |           |
| Nasales       | Palatales      | mj [mʲ]    | nj [nʲ]     |             |          |           |          |           |           |
| Nasales       | Labialisées    | mw [mʷ]    | nw [nʷ]     |             |          |           | ŋw [ŋʷ]  |           |           |
| Semi-voyelles | Semi-voyelles  | w [w]      |             |             |          |           | j [j]    |           |           |

### Tons
Le bunuo de Sanzhiyang est une langue à tons qui possède dix tons, dont deux tons secondaires.
| Ton | Valeur | Exemple | Traduction |
| --- | ------ | ------- | ---------- |
| 1   | 454    | 1       |            |
| 2   | 22     |         |            |
| 3   | 33     |         |            |
| 3’  | 233    |         |            |
| 4   | 31     |         |            |
| 5   | 423    |         |            |
| 5’  | 13     |         |            |
| 6   | 212    |         |            |
| 7   | 54     |         |            |
| 8   | 42     |         |            |